# 尚志堂吴宅
31°19′29″N 120°27′14″E / 31.32472°N 120.45389°E
尚志堂吴宅位于中国江苏省苏州市姑苏区西北街58、66号，2003年被列为苏州市控制保护建筑，2009年被列为苏州市文物保护单位，2011年被列为江苏省文物保护单位。

## 历史
尚志堂吴宅坐北朝南，三路四进。1954年，尚志堂中路归檀香扇厂作为厂房使用，东西两路仍为民居。1989年檀香扇厂遭火灾。2002年檀香扇厂改制，利用中路建筑筹建“苏州工艺美术博物馆”，2003年1月16日正式建成开馆。苏州工艺美术博物馆有珍品精品馆、织绣艺术馆、综合雕刻艺术馆、红木家具馆、工艺技艺表演馆六个展览馆，收藏刺绣、雕刻、剧装、乐器、书画、苏扇、家具等各种文化产品千余件。
- 临街面
- 门厅
- 大厅（第二进）
- 中部花园